# Allochrates colombiana
Allochrates colombiana är en insektsart som beskrevs av Desutter-grandcolas 1993. Allochrates colombiana ingår i släktet Allochrates och familjen syrsor. Inga underarter finns listade i Catalogue of Life.